# Lance Allred
Pour les articles homonymes, voir Allred.
Lance Allred, né le 2 février 1981, à Pinesdale, Montana, est un ancien joueur américain, ayant la nationalité mexicaine, de basket-ball. Il évolue au poste de pivot.

## Biographie
Lance Allred est le premier joueur sourd à évoluer en NBA, avec les Cavaliers de Cleveland.

## Palmarès
- All-Star NBA Development League 2008, 2009
- All-NBDL Second Team 2008
- All-NBDL Third Team 2009
- All-Star LNBP 2013, 2014, 2015